# Ludwig Karl Georg Pfeiffer

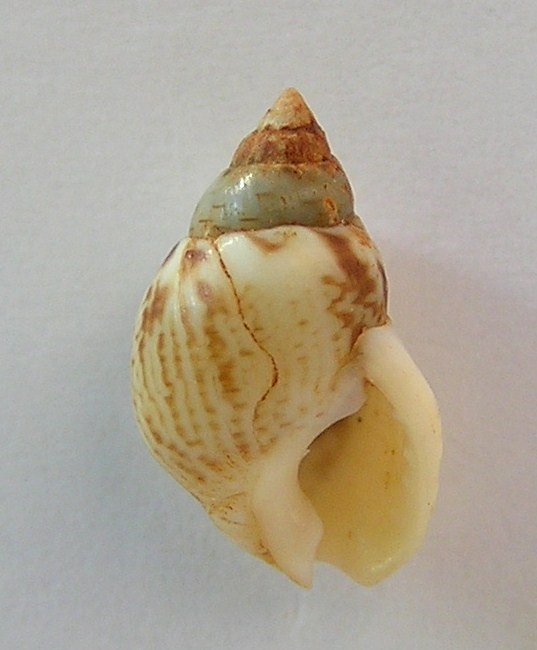
Nassarius pfeifferi, um búzio cujo nome homenageia Pfeiffer.

Ludwig Karl Georg Pfeiffer (Kassel, 4 de julho de 1805 — Kassel, 2 de outubro de 1877), também frequentemente referido como Louis Georg Karl Pfeiffer, foi um médico, botânico e malacologista que se distinguiu no campo da taxonomia dos caracóis da família Helicidae.

## Biografia
Ludwig Georg Karl Pfeiffer foi filho do advogado e político Burkhard Wilhelm Pfeiffer. Estudou medicina de 1821 a 1825 em Göttingen e Marburg. Em 1826 estabeleceu-se em Kassel como médico e em 1828 tornou-se professor de patologia. Foi oficial médico do exército insurgente durante a Revolta de Novembro ocorrida na Polónia em 1831. As entradas do seu diário referentes a esse período foram publicadas em 2000.
Devido aos seus interesses científicos, desistiu da sua prática médica. Em 1837 publicou o seu primeiro trabalho de botânica, um artigo sobre cactos no qual descreveu as espécies cultivadas nos jardins alemães e seus sinónimos taxonómicos. Outro trabalho sobre cactos, escrito em colaboração com Christoph Friedrich Otto, foi publicado em 1843 com o título Abbildung und Beschreibung blühender Cacteen (Ilustração e descrição dos cactos com flor). Em 1837 foi eleito membro da Academia Leopoldina. Em 1841, Pfeiffer foi apresentado por Félix Édouard Guérin-Méneville como o membro número 226 da Société cuviérienne.
Em 28 de outubro de 1838 Pfeiffer partiu de Hamburgo para Havana em companhia dos naturalistas Johannes Gundlach e Carl Friedrich Eduard Otto (este último era filho do jardineiro-real e botânico Christoph Friedrich Otto), tendo o grupo chegado a Cuba em 5 de janeiro de 1839. Em Cuba, apesar de inicialmente ter como objectivo colectar cactos, acabou por se centrar na colheita de espécimes de gastrópodes do grupo Conchylia e depois a estudos de conquiliologia em geral. Nesta viagem visitou várias ilhas das Caraíbas e ainda o arquipélago dos Açores.
De 1840 a 1843 viajou pela Europa, visitando Paris, a Hungria, a Carniola e a Caríntia, os Alpes e as regiões em torno de Fiume e Trieste, colectando em todas essas viagens numerosos espécimes de gastrópodes terrestres e de água-doce. Os resultados dessas viagens podem ser encontrados nas suas obras Monographia Heliceorum viventium e Symbola ad historiam heliceorum.
Em colaboração com Karl Theodor Menke foi editor a partir de 1846 do Zeitschrift für Malakozoologie (de 1854 em diante: Malakozoologische Blätter). A sua obra Flora von Niederhessen und Münden, publicada em 1847, é a primeira flora publicada para aquelas regiões. Pfeiffer traduziu para alemão as obras de Philippe Pinel (1745-1826).
Joseph zu Salm-Reifferscheidt-Dyck dedicou-lhe o género Pfeiffera Salm-Dyck da família Cactaceae. Também o género Pfeifferago Kuntze da família Cunoniaceae tem como epónimo o seu nome. Ao longo dos anos pelo menos 24 espécies de organismos, na sua maioria organismos marinhos, receberem os epítetos pfeifferi, pfeifferae, pfeifferianus e pfeifferianum, muitos dos quais são presentemente sinónimos:
- Asperiscala pfeifferi (de Boury, 1913), um sinónimo taxonómico de Epitonium candeanum (d’Orbigny, 1842)
- Astarte pfeifferi Philippi, 1849, um sinónimo taxonómico de Crassinella lunulata (Conrad, 1834)
- Azorica pfeifferae Carter, 1876, um sinónimo taxonómico de Leiodermatium pfeifferae (Carter, 1876)
- Cerithium (Proclava) pfeifferi (Dunker, 1882), um sinónimo taxonómico de Rhinoclavis (Proclava) sordidula (Gould, 1849)
- Clava pfeifferi (Dunker, 1882), um sinónimo taxonómico de Rhinoclavis (Proclava) sordidula (Gould, 1849)
- Clava turritum var. pfeifferi (Dunker, 1882), um sinónimo taxonómico de Rhinoclavis (Proclava) sordidula (Gould, 1849)
- Cymatium pfeifferianum (Reeve, 1844)
- Echinofossulocactus pfeifferii Lawr., uma Cactaceae[8]
- Engraulis pfeifferi Bleeker, 1852, um sinónimo taxonómico de Setipinna breviceps (Cantor, 1849)
- Eutritonium pfeifferianum Reeve, um sinónimo taxonómico de Cymatium pfeifferianum (Reeve, 1844)
- Ferocactus pfeifferi (Zucc. & sine ref.) Backeb., uma Cactaceae[9]
- Fusus pfeifferi Philippi, 1846, um sinónimo taxonómico de Pseudolatirus pfeifferi (Philippi, 1846)
- Gibberula pfeifferi Faber, 2004
- Laimodonta pfeifferi Dunker in Pfeiffer, 1860, um sinónimo taxonómico de  Allochroa layardi (H. Adams & A. Adams, 1855)
- Leiodermatium pfeifferae (Carter, 1876)
- Nassarius pfeifferi (Philippi, 1844)
- Polynemus pfeifferi Bleeker, 1853, um sinónimo taxonómico de Filimanus xanthonema (Valenciennes, 1831)
- Pseudolatirus pfeifferi (Philippi, 1846)
- Reticutriton pfeifferianus (Reeve, 1844)
- Sargassum obovatum var. pfeifferae (Grunow) Grunow, 1915
- Sargassum pfeifferae Grunow, 1874, um sinónimo taxonómico de Sargassum obovatum var. pfeifferae (Grunow) Grunow, 1915
- Sodaliscala pfeifferi de Boury, 1913, um sinónimo taxonómico de Epitonium candeanum (d’Orbigny, 1842)
- Solen pfeifferi Dunker, 1862
- Tichogonia pfeifferi Dunker, 1853, um sinónimo taxonómico de Mytilopsis sallei (Récluz, 1849)
- Triton pfeifferianus Reeve, 1844, um sinónimo taxonómico de Reticutriton pfeifferianus (Reeve, 1844)
- Vertagus pfeifferi Dunker, 1882, um sinónimo taxonómico de Rhinoclavis (Proclava) sordidula (Gould, 1849)

## Obras publicadas
Entre muitas outras, é autor das seguintes obras:
- Enumeratio Diagnostica Cactearum hucusque Cognitarum. Berlin 1837, online
- Beschreibung und Synonymik der in deutschen Gärten lebend vorkommenden Cacteen : nebst einer Uebersicht der grösseren Sammlungen und einem Anhange über die Kultur der Cactuspflanzen. Berlin 1837
- Kritisches Register zu Martini und Chemnitz's Systematischem Konchylien-Kabinet. Kassel 1840
- Abbildung und Beschreibung blühender Cacteen. Kassel 1843–1850 – mit Christoph Friedrich Otto
- Symbola ad Historiam Heliceorum. Kassel 1841–1846, 3 Bände
- Uebersicht der bisher in Kurhessen beobachteten wildwachsenden und eingebürgerten Pflanzen. Kassel 1844
- Flora von Niederhessen und Münden. Beschreibung aller im Gebiete wildwachsenden und im Grossen angebauten Pflanzen. Kassel 1847–1855
- Monographia Heliceorum viventium sistens descriptiones systematicas et criticas omnium hujus familiae generum et specierum hodie cognitarum. Leipzig 1848–1877, Band 1–8 (die die Landschnecken betreffenden Abteilungen von Philippis)
- Abbildungen und beschreibungen neuer oder wenig gekannter conchylien, unter mithülfe mehrerer deutscher conchyliologen. Kassel 1845–1851, 3 Bände – herausgegeben von Rudolf Amandus Philippi
- Monographia Pneumonopomorum viventium, accedente fossilium enumeratione. Supplementum tertium. Monographiae Auriculaceorum. Kassel 1852–1876, 3 Bände und 3 Anhänge
- Novitates conchologicae. Series prima. Mollusca extramarina. Beschreibung und Abbildung, neuer oder kritischer Land- und Süsswasser-Mollusken. Kassel 1854–1879 – mit Oskar Boettger
- Monographia Auriculaceorum viventium : sistens descriptiones systematicas et criticas omnium hujus familiae generum et specierum hodie cognitarum, nec non fossilium enumeratione : accedente proserpinaceorum nec non generis truncatellae historia. Kassel 1856
- Monographia Pneumonopomorum viventium. Sistens descriptiones systematicas et criticas omnium hujus ordinis generum et specierum hodie cognitarum, accedente fossilium enumeratione. Kassel 1856
- Synonymia botanica locupletissima generum, sectionum vel subgenerum ad finem anni 1858 promulgatorum. In forma conspectus systematici totius regni vegetabilis schemati Endlicheriano adaptati. Kassel 1870
- Nomenclator botanicus.  Nominum ad finem anni 1858 publici juris factorum, classes, ordines, tribus, familias, divisiones, genera, subgenera vel sectiones designantium enumeratio alphabetica.  Adjectis auctoribus, temporibus, locis systematicis apud varios, notis literaris atque etymologicis et synonymis. Kassel 1871–1875, 2 Bände
- Nomenclator heliceorum viventium quo continetur nomina omnium hujus familiae generum et specierum hodie cognitarum disposita ex affinitate naturali Kassel 1879–1881
- Als Kasseler Arzt im Polnischen Freiheitskampf 1831: ein Tagebuch. Hofgeismar 2000